# Stazione di Funtana Niedda
La stazione di Funtana Niedda è una fermata ferroviaria situata nel comune di Sorso, lungo la ferrovia tra il centro della Romangia e Sassari.

## Storia
La fermata di Funtana Niedda (in sardo "fontana nera") nacque alla fine degli anni venti del Novecento per iniziativa della Ferrovie Settentrionali Sarde, società che in quegli anni costruì la Sassari-Sorso, inaugurata come lo scalo il 12 maggio 1930.
Le FSS furono anche il primo gestore dell'impianto, a cui seguiranno le Strade Ferrate Sarde nel 1933, le Ferrovie della Sardegna nel 1989 e l'ARST nel 2010. Sempre in quest'epoca furono portati avanti interventi di ammodernamento delle strutture dell'impianto, con la realizzazione in particolare di una nuova banchina per l'accesso ai treni.

## Strutture e impianti

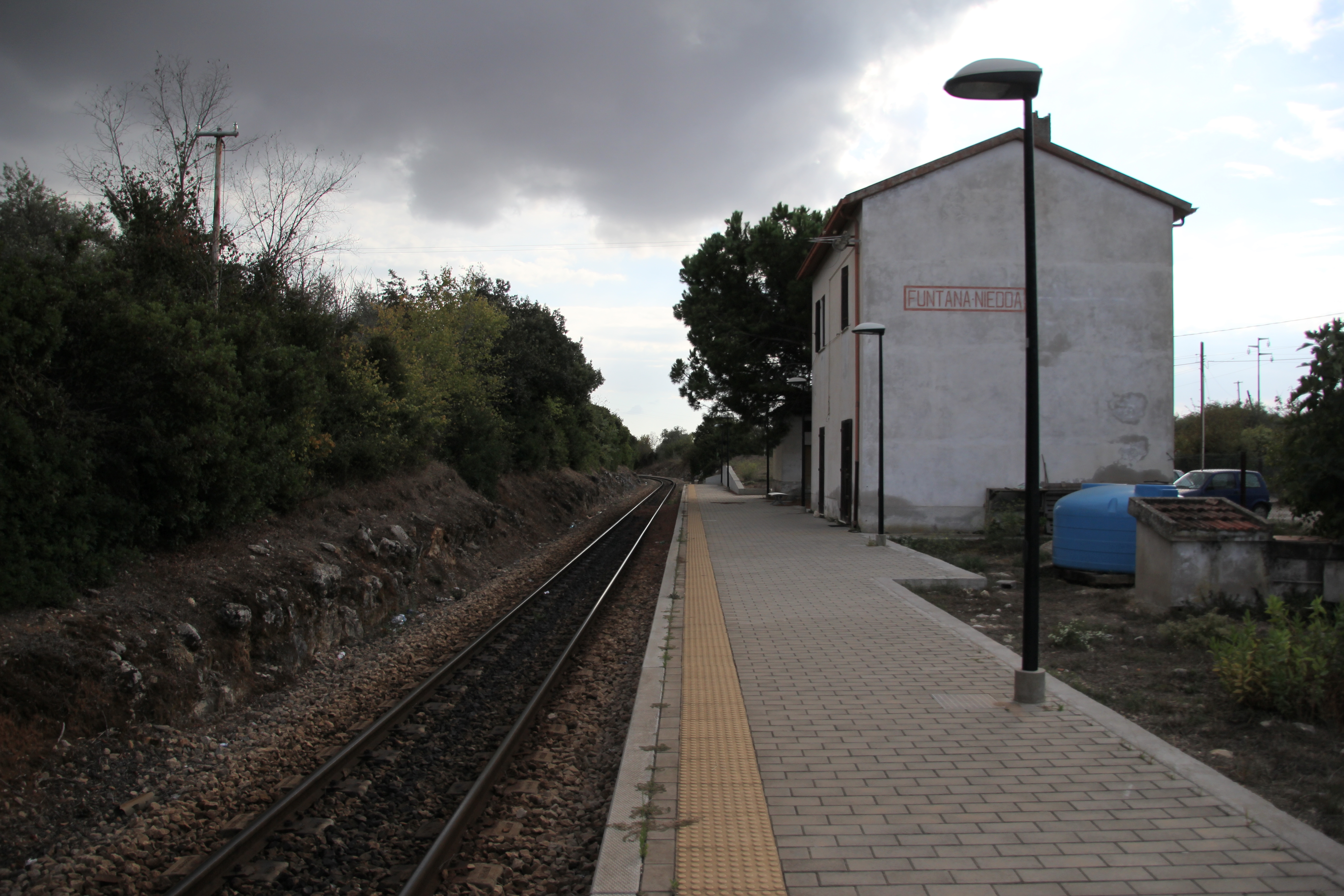
Vista dell'unico binario dell'impianto in direzione Sassari, alla sua destra la banchina di accesso ai treni ed il fabbricato viaggiatori

La fermata è di tipo passante ed è quindi dotata del solo binario di corsa della Sassari-Sorso, avente scartamento da 950 mm e servito da una banchina. 
L'impianto, impresenziato, è dotato di un fabbricato viaggiatori (chiuso al pubblico), un edificio a pianta quadrata con sviluppo su due piani (più tetto a falde) e due aperture sul lato binari. Presente inoltre un locale per le ritirate, anch'esso inaccessibile all'utenza.

## Movimento

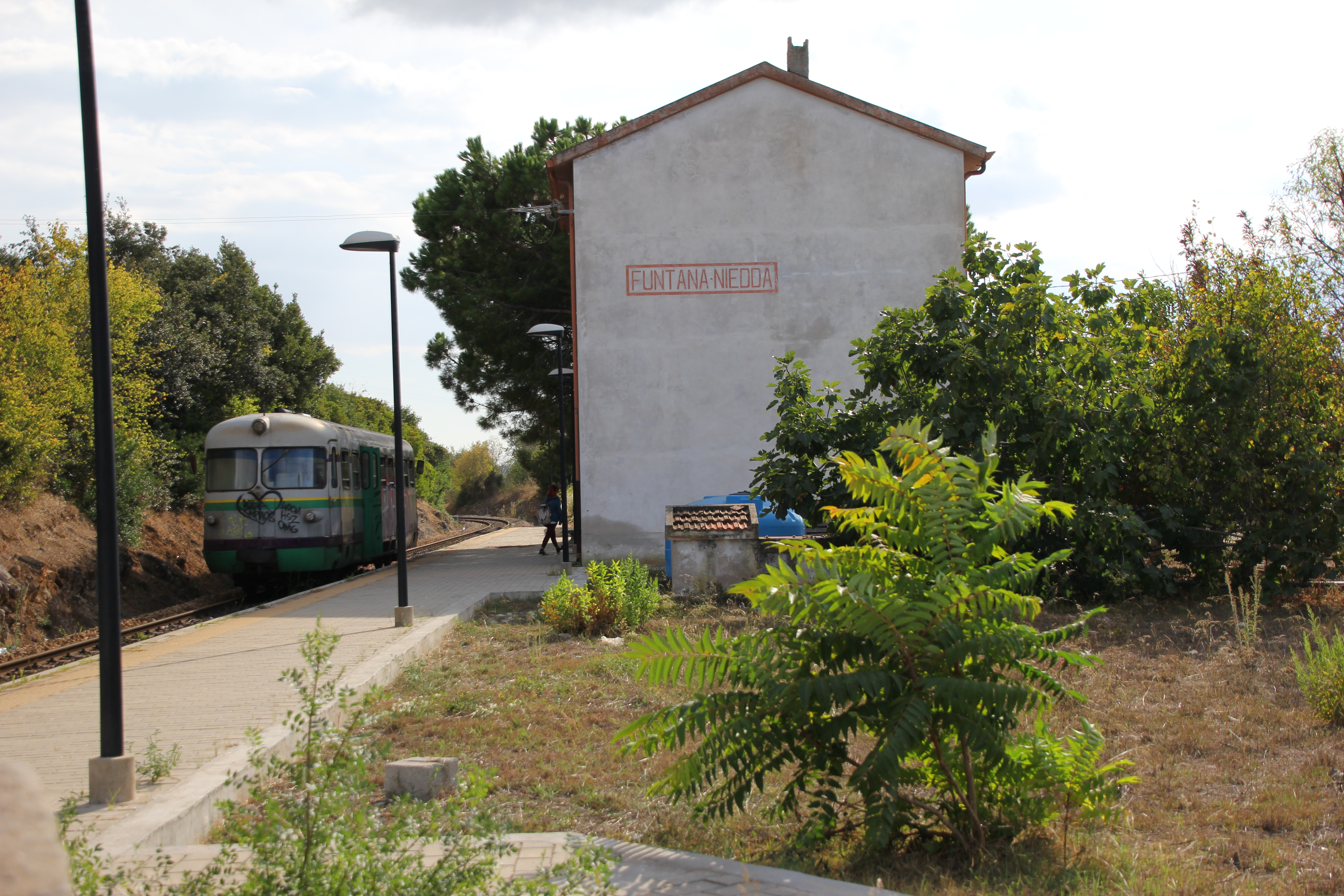
Automotrice ADm dell'ARST in sosta nell'impianto

L'impianto è servito dai treni dell'ARST impiegati per le relazioni tra Sassari e Sorso, che rappresentano anche le due stazioni principali con cui lo scalo è collegato.

## Servizi
La stazione è dotata di servizi igienici, che tuttavia non sono più a disposizione dell'utenza da quando l'impianto è impresenziato.